# Эрикссон, Ларс Магнус
Ларс Магнус Эрикссон (швед. Lars Magnus Ericsson; 5 мая 1846, Вермског, Вермланд, Швеция — 17 декабря 1926, Хогельбю, Ботчюрка, Стокгольм, Швеция) — шведский предприниматель и изобретатель, основатель компании Ericsson, одного из крупнейших производителей телекоммуникационного оборудования.

## Биография
Ларс Магнус Эрикссон родился в деревне Вермског и вырос в Вегерболе на ферме «Нордтомта». Был шестым ребенком в семье Эрика Эрикссона и Марии Берты Йонсдоттер. Позднее в этой семье родилось еще трое детей.
Ларс не ходил в школу. В 12 лет, после смерти отца, был вынужден отправиться на заработки. В 15 лет уезжает в Норвегию на шахты, где работает и учится кузнечному ремеслу. Благодаря своему трудолюбию Ларс Магнус через полгода становится мастером кузнечного дела. Еще через шесть лет возвращается в Швецию, но обосновывается в Стокгольме. Днем работает в электромеханических мастерских, чинит телеграфное оборудование, вечером учится: изучает математику, сопромат, черчение, иностранные языки.
В 1867 году Эрикссон становится сотрудником «Öllers & Co» — первой шведской фирмы, которая фокусирует своё внимание на электротехнике. Через шесть лет молодой швед переезжает в Берлин. Проработав год чертежником и конструктором в электротехнической фирме «Siemens & Halske», а затем — в Берне на «Hasler & Escher», в 1875 году в возрасте 29 лет Ларс Эрикссон снова приезжает в Стокгольм.
1 апреля 1876 года Ларс Магнус Эрикссон со своим товарищем по прежней работе в «Öllers & Co» Карлом Андерссоном начинают свой стартап — основывают электромеханическую мастерскую «LM Ericsson & Со» (LME). Компания намеревается заняться ремонтом телеграфных аппаратов и сигнального оборудования. Вскоре появляется и собственный аппарат — настольный телефон с магнето и рупором. Тогдашние аппараты компаньоны продавали парами, поскольку они соединялись друг с другом напрямую и предназначались, например, для связи дома с работой, комнат в доме, магазина и склада и т. п. Первые пары телефонов были выпущены мастерской в конце 1878 года; в тот первый год собственного производства было продано 22 пары по 55 крон каждая.
Ларс Эрикссон работал по 12 часов в день, после чего возвращался домой и мог просидеть за чертежным кульманом еще полночи. Выдающийся инженер, он был автором большинства разработок своей фирмы. Выпускаемые им аппараты с уважением называли «телефонными роллс-ройсами».
Главным конкурентом были американские телефонные аппараты Белла (англ. Bell). В 1880 году «Bell Company», которая большей частью принадлежала Александру Беллу, открывает в Стокгольме первую коммерческую телефонную сеть. Через год создается шведская национальная телефонная ассоциация «Telegrafverket», объявившая конкурс на поставку оборудования — между «Bell Company» и мастерской «LME». Эрикссон побеждает: его оборудование оказывается лучше и дешевле. Однако продвигал телефонию Эрикссон не один, но в кооперации с Хенриком Тором Седергреном, инженером и предпринимателем, основавшим в 1883 году Генеральную Стокгольмскую телефонную компанию SAT. Первый заказ был на 1000 телефонных аппаратов и 22 ручных коммутатора, представлявших собой панель с розетками и штыревыми контактами, за которой сидит оператор.
Седергрен просил абонентскую плату в 100 шведских крон, что составляло менее половины цены компании Белла, и уже к концу 1883 года у SAT было 785 абонентов, а к началу 1886 — 3164, в то время как у Белла — 1655.
В течение следующих пяти лет 64 из 93 городов Швеции были телефонизированы — и всё, от станций до аппаратов, было продукцией фирмы «LME». Позже «Telegrafverket» открывает своё собственное производство и из клиента становится конкурентом, вместе с компанией SAT, поэтому доля продаж продукции «Ericsson» в Швеции резко падает. Однако к этому времени компания уже присутствовала в других странах.

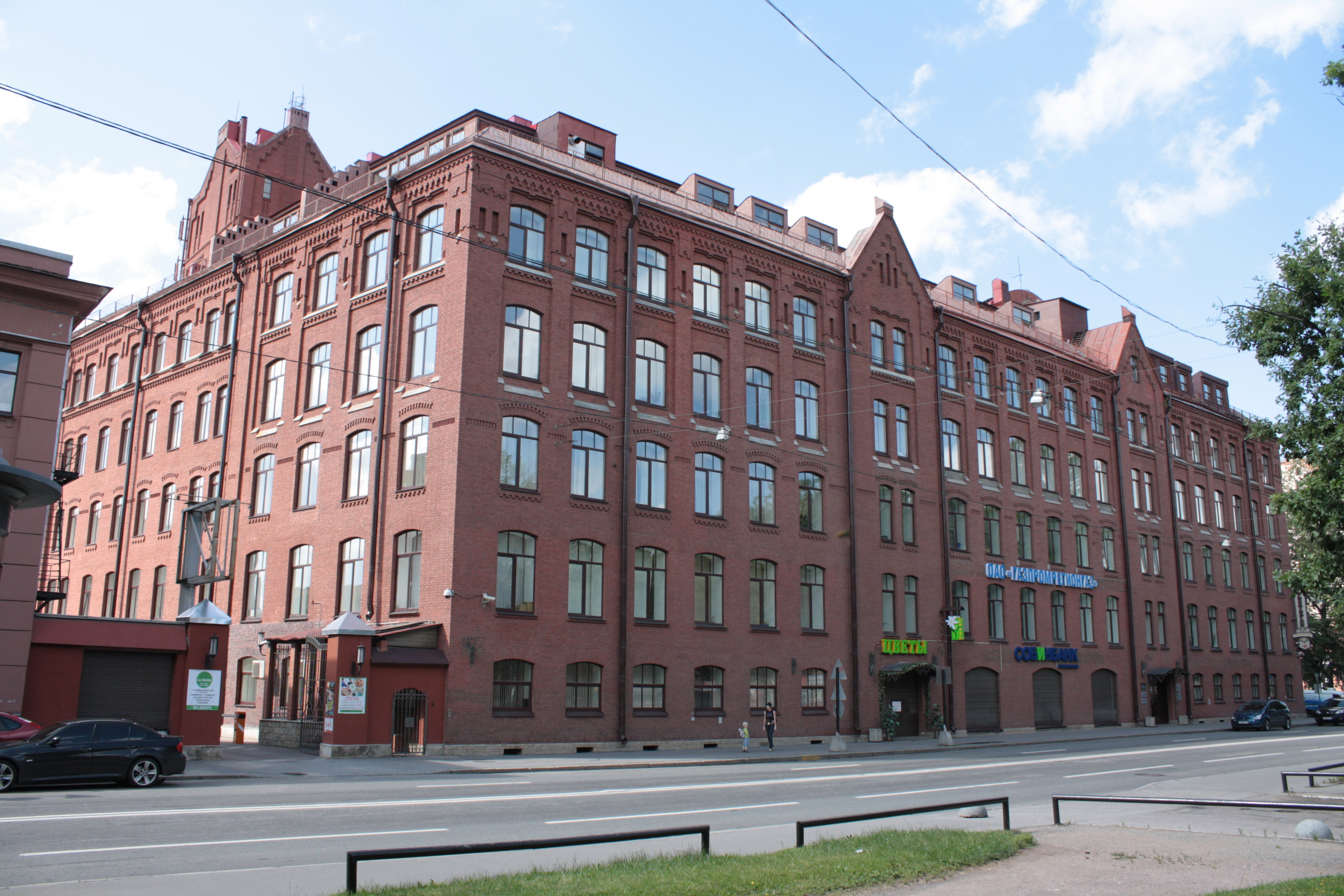
К. Шмидт. Телефонный завод Л. М. Эрикссона в Петербурге 1899 года постройки

В кратчайшие сроки налаживается экспорт телефонного оборудования в Норвегию, Данию, Финляндию, Австралию и Новую Зеландию. Шанхай заказывает целую телефонную станцию. Компания «Эрикссон» открывает в США сначала офис продаж, а потом в 1907 году и фабрику в городе Буффало штата Нью-Йорк и получает заказ на телефонизацию Мехико.
С 1893 года компания начинает работать и в Российской Империи: телефонизирует Киев, затем — Харьков (1896), Ростов-на-Дону (1897), Ригу, Казань и Тифлис (1900).
В 1897 году в Санкт-Петербурге на Васильевском острове в арендованном здании Эрикссон открывает телефонную мастерскую, где из шведских деталей стали собирать телефонные аппараты и коммутаторы с местной батареей на 100—200 абонентов каждый. В самом конце XIX века, в 1899 году, Эрикссон приобретает участки земли на Выборгской стороне, где начинается строительство фабрики по проекту петербургского архитектора К. К. Шмидта, которая после постройки оснащается оборудованием из Швеции. В 1900 году телефонная мастерская с Васильевского острова окончательно переезжает в собственное здание на Большой Сампсониевский проспект, дом 70 по дореволюционной нумерации (в советское время и после — дом 60). На фабрику ушло около 1 миллиона шведских крон; её торжественное открытие состоялось в декабре 1901 года, возглавить его прибыл лично Ларс Магнус, осмотрел помещения, остался доволен и распорядился выдать каждому рабочему по 25 копеек «на водку». В 1919 году фабрика для шведской компании была потеряна: национализирована Советской властью без какой-либо компенсации и в 1922 году переименована в «Красную Зарю». Для Эрикссона петербургская фабрика явилась первым зарубежным производством.
Конкуренция в Швеции со стороны «Telegrafverket» и компании SAT Седергрена с одной стороны и привлекательный рынок в России с другой заставили Эрикссона поставить вопрос перед советом руководителей своей компании о переезде штаб-квартиры в Санкт-Петербург. К этому времени Седергрен заключил контракты на построение и эксплуатацию телефонных сетей в Москве и Варшаве и вскоре понял, что технически без Эрикссона ему не обойтись и пошёл с ним на сближение. В 1901 году Эрикссон приобрёл фабрику Седергрена, расплатившись с ним акциями своей фабрики и вопрос о переезде в Санкт-Петербург отпал.
В 1901 году, в возрасте 55 лет, Ларс Магнус покидает пост президента созданной им компании. Перед этим в 1900 году на посту управляющего директора его сменил Аксель Бострём, который в 1884 году за красивый почерк был приглашён на бумажную работу в офис, был назначен офисным менеджером, а затем показал себя в деле продаж, создав сеть агентов по всему миру, и к мнению его в этой области шеф как правило всегда прислушивался. Ещё в течение двух лет Ларс Магнус остаётся членом правления Ericsson, затем продает компаньонам все свои акции и перебирается на купленную за семь лет до того ферму, решив создать идеальное хозяйство, электрифицированное сверху донизу. Он занимается обустройством фермы до 1916 года, а затем передаёт её своему младшему сыну.
Скончался Ларс Магнус Эрикссон 17 декабря 1926 года в возрасте восьмидесяти лет. Он был похоронен в Хоельбю эрд (район Боткюрка). По его просьбе надгробный камень установлен не был: «Безымянным я вступил в этот мир, безымянным его и покину».